# Маркетинг из уст в уста
Ма́рке́тинг из уст в уста́, или сарафа́нный маркетинг — бесплатная форма устной или письменной рекламы, с помощью которой удовлетворённые пользователи рассказывают другим людям, почему им нравится какой-либо товар или услуга. Сарафанное радио является рекламной формой, которой люди склонны наиболее доверять, так как человек, который советует какой-либо товар или услугу, не имеет в этом личной выгоды.
Термин «сарафанный маркетинг» произошёл от русского выражения «сарафанное радио», появившегося в 1920—1930-х годах, когда деревенские женщины в СССР ходили в традиционной одежде — сарафанах. Они и были главными распространителями новостей.

## История
Джордж Сильвермен был выпускником Гарварда и был известен как блестящий математик и статистик. Он также был пионером в использовании сарафанного радио, когда организовал телеконференции для того, чтобы привлечь врачей к обсуждению новой фармацевтической продукции. В начале 1970-х, когда Сильвермен был ведущим в диалоге между фокус-группой и врачами, он обнаружил интересный феномен: «Один или два врача, которые делились личными положительными отзывами о лекарстве, могли убедить целую группу скептиков. Они могли переубедить даже группу разочарованных потребителей, которые имели личный негативный опыт лечения». В октябре 2005 года рекламная контрольная группа Commercial Alert обратилась с просьбой к FTC США выпустить рекомендации, требующие от платных продавцов из уст в уста, раскрывать их отношения и соответствующую компенсацию компании, продукт которой они продают. FTC Соединенных Штатов заявила, что исследует ситуации, в которых отношения между устным маркетологом продукта и продавцом не показаны. FTC указал, что будет преследовать нарушителей в зависимости от конкретного случая. Последствия для нарушителей могут включать в себя постановления о прекращении производства, штрафы или гражданские санкции. Представляющая сотни компаний, ассоциация маркетинга из уст в уста и американская торговая группа США приняла кодекс этики, заявив, что производители не должны платить потребителям взамен рекомендаций или одобрений.
По оценкам исследовательской фирмы PQ Media, компании потратили 1,54 млрд долларов на маркетинг из уст в уста в 2008 году. В 2008 году затраты на маркетинг из уст в уста увеличились на 14,2 %, 30 % которых составляет продукты питания и напитки, а расходы на традиционные рекламные каналы уменьшились.

## Применение
Успешная маркетинговая кампания по применению сарафанного радио всегда направлена одновременно и на пользователей, и на потенциальных покупателей. Однако пользователи могут быть не всегда вашим приоритетным выбором. На самом деле множество стартапов имеют очень малое количество пользователей, однако успешно используют такой маркетинговый инструмент.
Использование сарафанного радио широко распространено на рынках, где доверие является одним из ключевых стимулов для покупки. Например, в области профессиональных услуг: юриспруденция, инвестиционная деятельность, управление активами, консалтинг, аудит и оценка.

## Основные понятия / модели

### Гудение
Маркетинговый ажиотаж или просто «шумиха» (англ. buzz marketing) — это термин, используемый в маркетинге из уст в уста — связь между потребителем и пользователем продукта, или же обслуживание способствует для укрепления креативного маркетингового сообщения. Некоторые описывают ажиотаж как форму шумихи среди потребителей. Положительный «шум» в основном является целью вирусного маркетинга, рекламы на носителях Web 2.0 и связей с общественностью.

### Вирусные эффекты
Вирусный маркетинг и вирусная реклама — это ключевые слова, относящихся к методам маркетинга, которую используют в соц.сетях для увеличение узнаваемости бренда или для достижения других целей маркетинга (к примеру, продажа продукции). Интернет-реклама или маркетинг, распространяется по экспоненте каждый раз, когда добавляется новый пользователь. Согласно концепции вирусного маркетинга, каждый новый пользователь начинает использовать обслуживание или продукт, а следовательно, реклама пойдет ко всем, с кем взаимодействует этот пользователь.

## Агенты WOM-маркетинга
Агенты WOM-маркетинга (англ. word-of-mouth marketing) первыми узнают о новинках, бесплатно получают новую продукцию от лучших брендов, имеют возможность влиять на продукт, напрямую высказывая своё мнение производителю, а также могут участвовать во всех акциях, проводимых крупными компаниями совместно с WOM-агентством. «В жизни люди и так дают рекомендации, почему бы им не заниматься этим целенаправленно?» — это главный девиз WOM-маркетинга. Чтобы превратить слухи в реальный инструмент WOM-маркетинга, нужно создать большое сообщество заинтересованных потребителей и стимулировать их распространять информацию. Отбор «агентов», распространяющих информацию — важная часть WOM, позволяющая адресовать информацию о продукте представителям целевой аудитории.

## Сарафанный маркетинг и социальные сети
С появлением многочисленных социальных сетей, таких, как Facebook, LinkedIn, YouTube, Одноклассники и ВКонтакте, специалисты в области «сарафанного маркетинга» стали активно использовать их в качестве платформы для исследований и развития WOM. Это дало новый толчок к развитию WOM и сделало его ещё одним инструментом для маркетологов.

## Эффективность
Эффективность WOM основана на нескольких принципах:
- высокая вероятность возникновения коммуникации на ту или иную тему между участниками;
- доверие между собеседниками, обусловленное тем, что дружеские рекомендации не носят рекламный характер;
- адресат сообщения доверительно настроен к рекомендациям своего собеседника, поскольку они не являются рекламой;
- позитивное мнение о продукте будет передано только в том случае, если потребитель на личном опыте будет удовлетворён качеством продукта.

Преимущество WOM-маркетинга также состоит в том, что при планировании компании есть возможность моделировать её эффективность. Так, перед началом WOM-акции можно прогнозировать охват (англ. reach) и влияние на продажи (англ. impact) целевой аудитории (англ. insight).